# Kazemakase Tsukikage Ran
Carried by the Wind: Tsukikage Ran (яп. 風まかせ月影蘭 Кадзэмакасэ Цукикагэ Ран, Перекати-поле Цукикагэ Ран) — японский аниме-сериал, автором сценария и режиссёром которого является Акитаро Дайти. Сериал выпущен студией Madhouse Studios и транслировался по телеканалу WOWOW с 26 января по 19 апреля 2000 года. Всего было выпущено 13 серий аниме. Сериал был лицензирован компанией Bandai Entertainment на территории США.
Создание Tsukikage Ran было вдохновлено тямбара-сериалами, например, Su-ronin Tsukikage Hyogo 1965 года. Оставаясь в общем верным жанру, оно отражает особый стиль Акитаро Дайти.  Культовое классическое аниме, добавленное на Tubi.

## Сюжет
Каждая серия представляет собой отдельную историю. Главные герои — женщина-самурай, любящая выпить, Цукикагэ Ран и её подружка Мяу — путешествуют по Японии и постоянно попадают в разные переделки, становясь свидетелями деятельности воров и прочих разбойников.

## Список персонажей
Цукикагэ Ран (яп. 月影蘭) — Ронин, любит сакэ. По её словам, идёт туда, куда её ветер направит. Отлично владеет катаной и приёмами джиу-джитсу. В бою часто наносит удары не заточенной стороной меча, чтобы избежать ненужных жертв. У неё в отличие от Мяу всё время не хватает денег и в этом плане ей часто помогает Мяу. Несмотря на свою независимость, она очень добрая и преисполнена чувством справедливости. Заботится о Мяу и о других людях, которые нуждаются в помощи. Когда злится, говорит «совершенно непростительно».
Сэйю: Рэйко Ясухара
Mяу (яп. ミャオ) — Мастер китайских боевых искусств. Имеет золотое сердце. Очень смелая и часто вмешивается в дела других людей. В отличие от Ран очень весёлая и энергичная, но рассеянная и медленная.
Сэйю: Акэми Окамура
Тонто Сакурасаи — Появляется в 5 серии. Он художник укиё-э, который ищет красивую девушку в качестве модели для его рисунка.
Сэйю: Юити Нагасима
Мэи — Появляется в 9 серии. Подруга детства Мяу. Смерть её родителей привела к тому, что она стала дилером опиума. Перед смертью признается, что выбрала неправильный жизненный путь.
Стефани — Появляется в 10 серии. Иностранка, которая питает горячий интерес к японской культуре и убеждена, что страна состоит сплошь из самураев, ниндзя и гейш. Она приехала в Японию, чтобы научиться владеть катаной.
Дзюндзабуро Сиина — Появляется в 13 серии. Он учил Ран фехтованию, а также познакомил её с сакэ. За небольшое вознаграждение выступает как боец местного додзё против странствующих мастеров кэн-дзюцу. Пьёт горькую. Был вынужден отказаться от меча ради гейши, которую он любит.
Сэйю: Кэйдзи Фудзивара
Миясита - Появляется в 1 серии. Харизматичный самурай-ронин, работающий на преступный клан Бэницубаки. Циничен и хладнокровен. Некоторое время находился в приятельских отношениях с Ран. Оценил её мастерство фехтования фразой "Для женщины неплохо".  Один из самых опасных противников Ран в сериале.

### Список самураев - противников Ран
Самурай- похититель женщин - появляется в 5 серии. Работает на банду похитителей женщин, прикрывающихся художественной студией Тонто Сакурасаи. Главари банды почтительно называют его  сэнсеем.  Высокомерен и чванлив. Перед боем с Ран презрительно заявляет: "Женщина-самурай? Смешно". Спокойный взгляд Ран выводит его из себя.
Самурай - преступница - появляется в 6 серии. Она сбежала из тюрьмы вместе с женщиной-мастером кунг-фу и на пару с ней терроризирует окрестности. Красива и внешне похоже на Ран. Крестьяне деревни принимают за неё Ран, из-за чего последняя едва не попадает в неприятную историю. Имеет особую примету - родинку на попе ( как и Ран).
Самурай - наёмный убийца - появляется в 12 серии. По приказу судьи убивает воров, укравших для судьи ценную фарфоровую тарелку. Нападает на Мяу, но присутствие свидетелей заставляет его отступить. Послан судьёй убить Ран. Циничен и абсолютно безжалостен. Во время боя с Ран прямо заявляет, что вопросы морали его совершенно не волнуют. "Мне всё равно на кого работать".

## Список серий аниме
| #  | Название                                                                                       | Дата выхода |
| -- | ---------------------------------------------------------------------------------------------- | ----------- |
| 1  | Она слишком сильная для женщины «Onnadatera ni Kyokatta» (女だてらに強かった)                  | 2000-01-26  |
| 2  | Слёзы от сакэ обжигали «Sake ni Namida ga Shimiteita» (酒に涙がしみていた)                     | 2000-02-02  |
| 3  | И вдруг я стала матерью «Ikinari Haha ni Natteita» (いきなり母になっていた)                    | 2000-02-09  |
| 4  | Не успела я оглянуться, как стала мишенью «Shiranai Aida ni Nerawareta» (知らない間に狙われた) | 2000-02-16  |
| 5  | Это было восхитительно, когда я разделась «Nuidara Kekkō Sugokatta» (脱いだら結構すごかった)   | 2000-02-23  |
| 6  | Родинка оказалась не на том месте «Hokuro no Ichi ga Chigatteta» (ホクロの位置が違ってた)      | 2000-03-01  |
| 7  | Я звенела от электричества «Ereki de Biribiri Shibireteta» (エレキでビリビリしびれてた)        | 2000-03-08  |
| 8  | В этом мире не было бога «Kono Yo nya Kami Nado Inakatta» (この世にゃ神などいなかった)         | 2000-03-15  |
| 9  | Я натолкнулась на врага «Ate ni Shitetara Tekidatta» (当てにしてたら敵だった)                  | 2000-03-22  |
| 10 | Европейская девушка была огромной «Nanban Musume wa Dekakatta» (南蛮娘はデカかった)            | 2000-03-29  |
| 11 | Месть нажила себе врага «Kyū ga Teki ni Natteita» (仇が敵になっていた)                         | 2000-04-05  |
| 12 | Казнить себя нельзя помиловать «Haritsukerarete Komatteta» (磔られて困ってた)                  | 2000-04-12  |
| 13 | Она скрывала роман в прошлом «Kako ni Romansu Kakushiteta» (過去にロマンス隠してた)            | 2000-04-19  |